# Yahya Manneh
Yahya Manneh (* 20. Jahrhundert) ist ein gambischer Fußballtrainer.

## Leben
Manneh ist Inhaber der CAF C- und B-Trainerlizenzen. Er gilt als Spezialist für die Entwicklung von Jugendspielern und -trainern. Er studierte im Vereinigten Königreich, wo er die Qualifikationen FA Youth Module 1 und 2 erlangte. Außerdem hat er die RFA/Olympia-Solidaritätsstufe 3 als Trainer erworben und ist zertifizierter Trainerausbilder. Er ist der Gründer und Cheftrainer der KGH Sports Academy and Club auch war er ehemaliger Assistent und Cheftrainer von Elite United, Brufut United, Lamin United, Steve Biko FC und der Brentford FC U-21 Academy.
Manneh gewann mit den Gambischen Fußballnationalmannschaft (U-20-Männer) („Young Scorpions“) Auszeichnungen bei der Fußball-Westafrikameisterschaft, Zone A- und CAF-Turnieren, während er als Co-Trainer unter Mattar M’Boge und Abdoulie Bojang fungierte. Er war Co-Trainer der U20-Fußballnationalmannschaft, die bei der U-20-Fußball-Weltmeisterschaft in Argentinien das Achtelfinale erreichte.
Am 14. August 2023 wurde er von der Gambia Football Federation (GFF) als Cheftrainer der Gambischen Damen-A-Nationalmannschaft ernannt. Zu seinen Aufgaben gehörte, die A-Nationalmannschaft der Frauen neu aufzubauen und umzugestalten sowie das Team im bevorstehenden Qualifikationsspiel zum Afrika-Cup der Frauen 2024 gegen Namibia im September zu leiten. Er wird von Mariama „Bom“ Sowe als seiner unmittelbaren Assistentin unterstützt, während Abuko-United-FC-Trainer Omar Cham als Trainer und Adama Jatta von der Armed Forces FC als Torwarttrainer fungieren.